# Sosnowiec Jęzor Południowy
Sosnowiec Jęzor Południowy – przystanek osobowy w sosnowieckiej dzielnicy Jęzor, w województwie śląskim (małopolska część województwa) w Polsce; znajduje się na wiadukcie nad ulicą Orląt Lwowskich (droga krajowa nr 79) ze zjazdem z drogi ekspresowej S1, usytuowany jest na kilometrze 10,21 linii kolejowej nr 134, między stacjami Mysłowice i Jaworzno Szczakowa. Przystanek obsługuje pasażerskie połączenia kolejowe w relacjach Katowice – Kraków Główny/Płaszów oraz Katowice – Dębica.

## Historia
Budowę przystanku rozpoczęto w maju 2024 roku, a otwarcie nastąpiło 15 grudnia tego samego roku. Inwestycja została zrealizowana w ramach Rządowego programu budowy lub modernizacji przystanków kolejowych na lata 2021–2025.

## Galeria

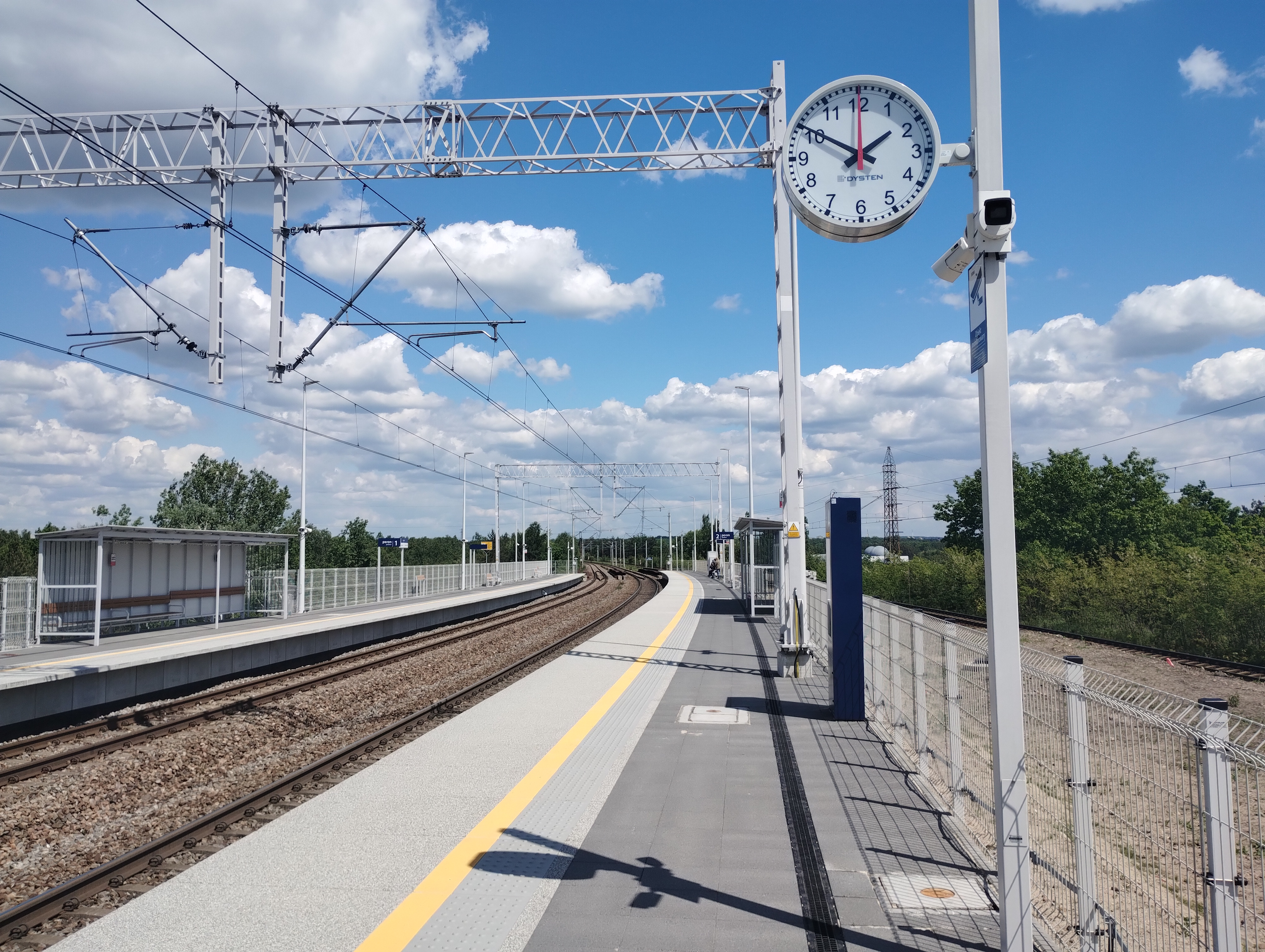
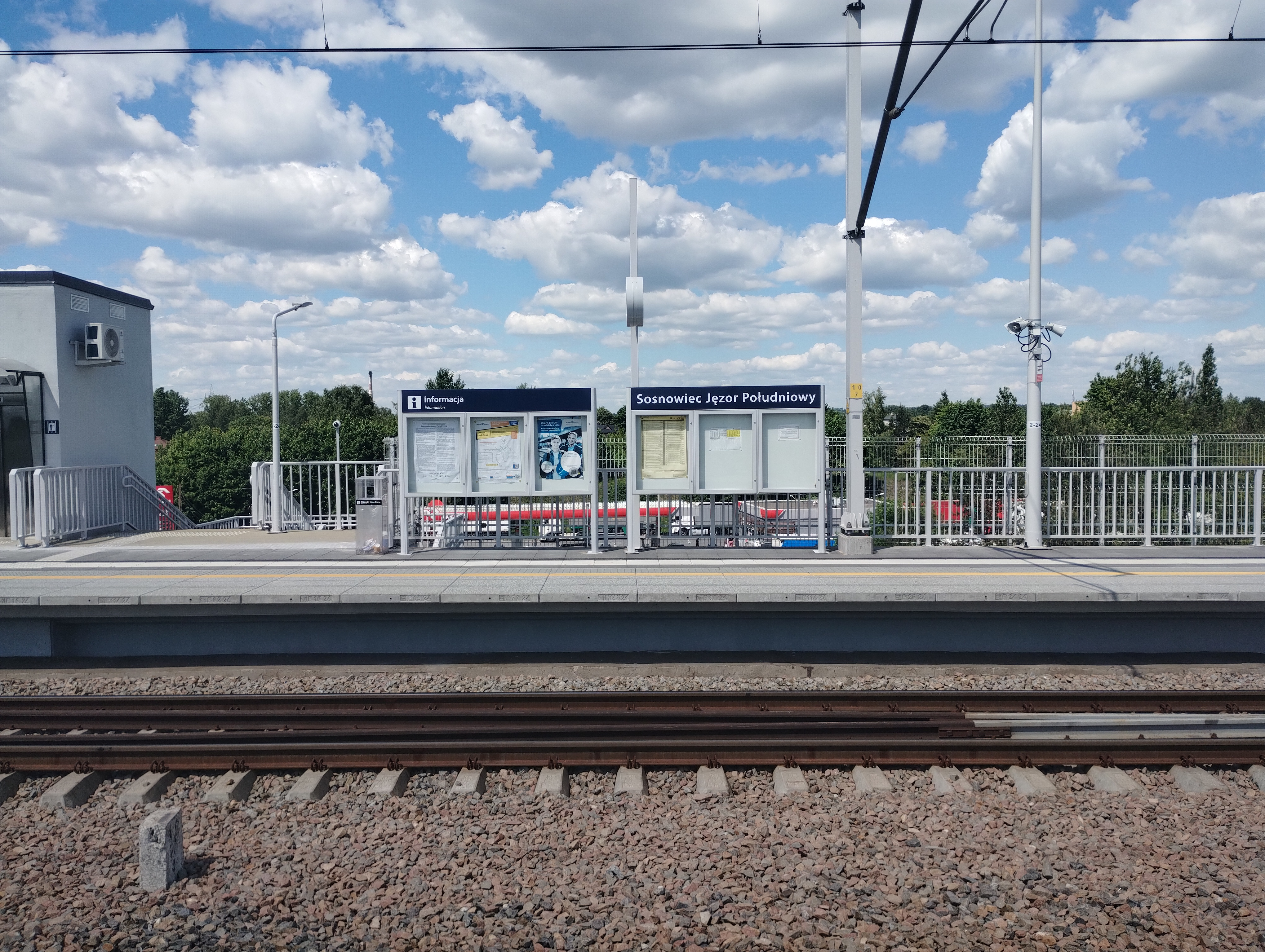
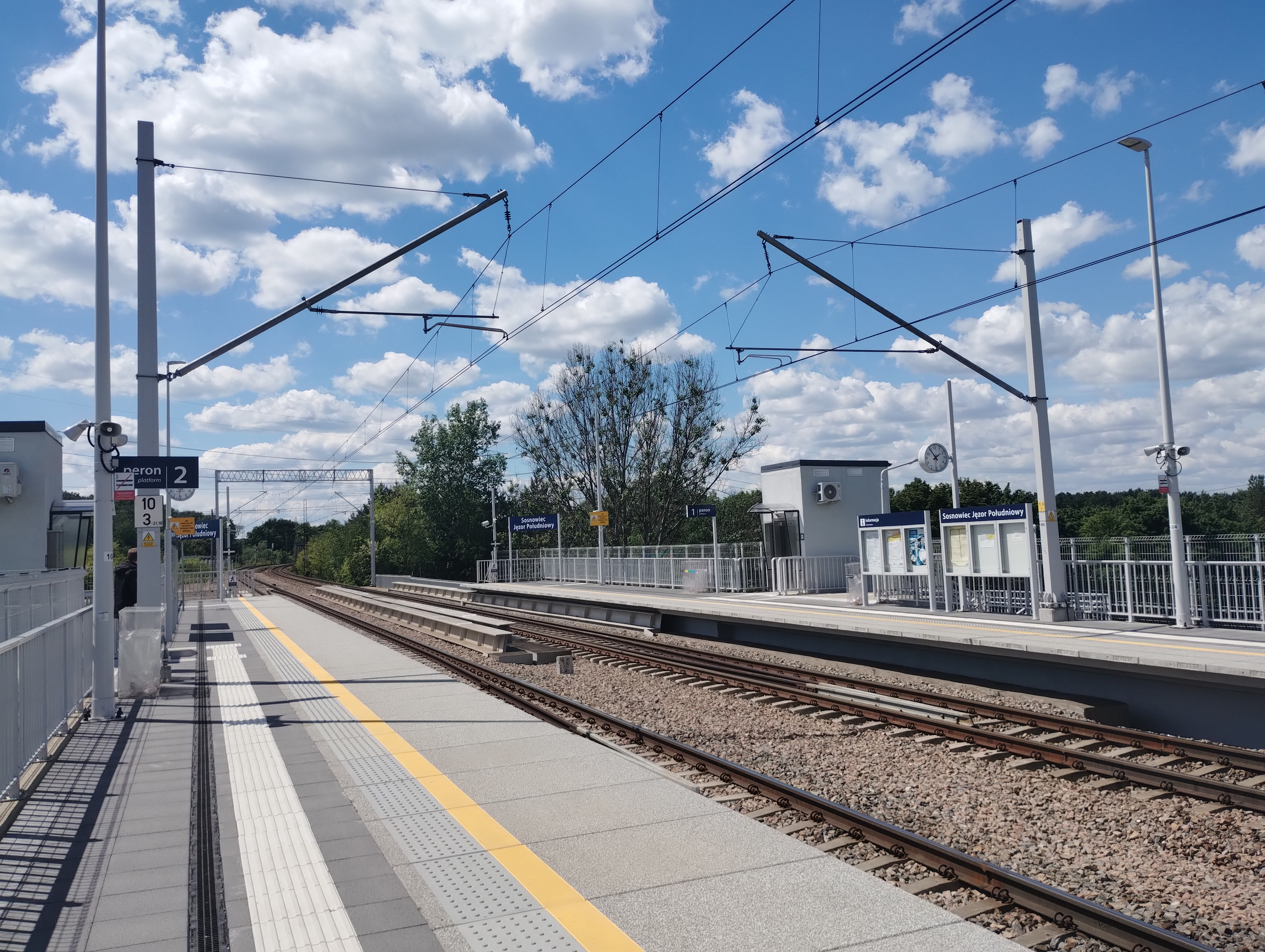
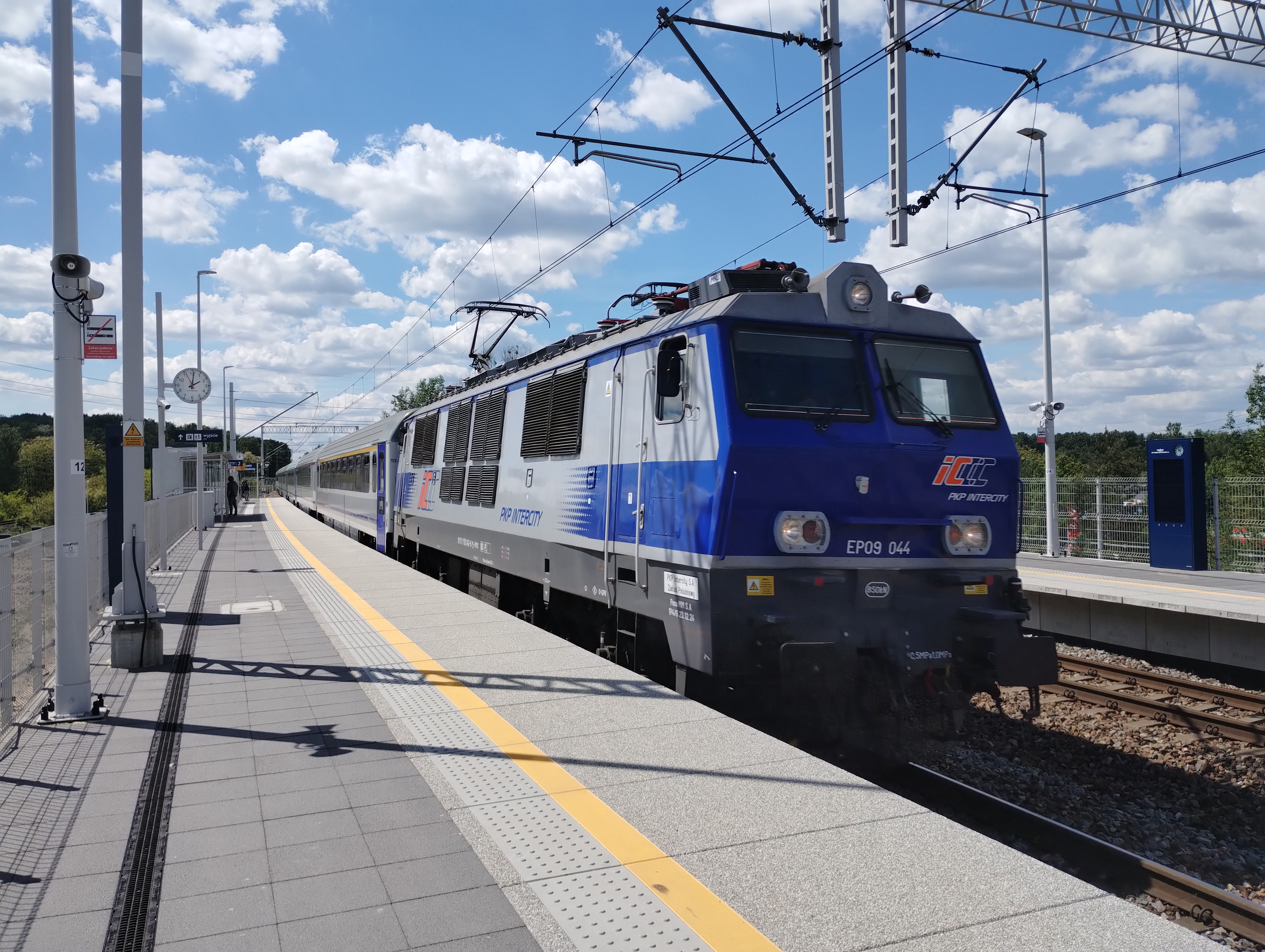